# الرابطة البرلمانية 1992–93
الرابطة البرلمانية 1992–93 (بالإنجليزية: 1992–93 Isthmian League)‏ هو موسم من دوري إسثميان. فاز فيه تشيشام يونايتد ‏.